# カイカーウス1世
カイカーウス1世（アラビア語・ペルシア語: عز الدين كيكاوس بن كيخسرو; トルコ語: I. Izzeddin Keykavus; ? - 1220年）は、ルーム・セルジューク朝のスルタン（在位：1211年‐1220年）。

## 生涯
前スルタン・カイホスロー1世の息子。1211年に父が死ぬと、弟のカイクバードと後継の座を争い、勝利して弟を幽閉した。ルーム・セルジューク朝の経済的自立を目指し、キプロス王国と交易条約を締結。さらに地中海の海上交易路獲得を目指し、南方のキリキアにあるキリキア・アルメニア王国を服属させた。また第5回十字軍と結び、アイユーブ朝に二正面戦争を強いた。
1214年にトレビゾンド帝国のアレクシオス1世をシノーペー（スィノプ）包囲戦で捕虜とし、身代金として黒海に面するスィノプの港を割譲させた。スィノプは地中海のアンタルヤと共に、ルーム・セルジューク朝の重要な海上交易拠点となった。カイカーウスはこの重要都市の総督にアルメニア人ライス・ヘトウムを任命し、1215年にはギリシア人セバストスの監督下で城壁が修復された。修復を記念するアラビア語とギリシア語で書かれた碑文が、西門に近い塔にはめ込まれている。
1217年にはスィヴァスにシファイイェ・メドレセを着工した。このメドレセには病院も付属していた。カイカーウスは1220年に急死し、シファイェ・メドレセの廟に葬られた。青いタイルで飾られたその墓室と石棺は現存し、公開されている。スルタン位は弟カイクバードが継いだ。